# Johanneum Gymnasium Herborn
Das Johanneum Gymnasium Herborn ist ein allgemeinbildendes Gymnasium für die Stadt Herborn und das umliegende Gebiet des Lahn-Dill-Kreises. Rund 1750 Schüler besuchen die Schule und werden von etwa 170 Lehrern unterrichtet. Das Gymnasium entstand 1956. Es ist mit einer siebenzügigen Mittelstufe das größte grundständige Gymnasium des Lahn-Dill-Kreises und gehört zu den größten Gymnasien in Hessen. Ein Besuch der Oberstufe des Johanneum Gymnasiums Herborn führt zur allgemeinen Hochschulreife, dem Abitur.

## Schwerpunkte
Die Schwerpunkte des Johanneum Gymnasiums Herborn sind:

### MINT
Die Schule ist seit 2002 Mitglied im Verein MINT EC und ist daher eine MINT-Schule. Dies wurde im Zuge einer Rezertifizierung regelmäßig bestätigt. Das Johanneum Gymnasium Herborn arbeitet bei naturwissenschaftlichen Projekten eng mit der Universität Gießen und der Universität Siegen zusammen. Neben der Begabtenförderung komplettieren das WU- und das AG-Angebot den Schwerpunkt.

#### Begabtenförderung
Seit Jahren existiert ein Konzept der naturwissenschaftlichen Begabtenförderung in Informatik, Biologie, Physik und Chemie. Die Kurse finden immer ein ganzes Schuljahr in einem anderen Fach statt. Sie haben einen experimentellen Schwerpunkt. Eine Teilnahme ist nur auf Einladung möglich. Besonders begabte, interessierte und motivierte Schüler werden von ihren Lehrern für die Teilnahme an diesen Kursen vorgeschlagen. In der Jahrgangsstufe 9 und 10 existiert ein jahrgangs- und fachübergreifender Kurs, der auch bei Wettbewerbsteilnahmen unterstützt. Schüler der Schule erreichten regelmäßig Platzierungen in naturwissenschaftlichen Wettbewerben wie Jugend forscht oder Schüler experimentieren.

#### Weltall
Eine Besonderheit ist die seit 1981 bestehende Satelliten-AG. Die Schüler des Wahlunterrichts Astronomie erhielten 2025 das goldene Zertifikat der Hubble’s Night Sky Challenge der NASA, das deutschlandweit nur von wenigen Schulen erlangt wurde.

### Ganztag
Das Johanneum Gymnasium Herborn ist eine Schule im hessischen Ganztagsprofil 3, das die größte Zahl an Angeboten aller Profile beinhaltet.

#### Angebote für alle Schüler
Alle Schüler können freiwillig Ganztagsangebote wählen. Es finden dazu am Nachmittags etwa 40 AGs statt. Dies umfasst musisch-künstlerische, naturwissenschaftlich-technische und sportliche Angebote. Auch eine Hausaufgabenbetreuung wird angeboten. Die Schule hat eine umfassende Ausstattung mit Mensa, Bibliothek/Mediathek, Arbeitsräumen und einen neugestalteten Schulhof.

#### Ganztagsklasse
Als Ganztagsschule wird jeweils eine Ganztagsklasse 5 und eine Ganztagsklasse 6 bis 16:00 Uhr unterrichtet. In diesen Klassen gibt es ein gemeinsames Mittagessen und statt Hausaufgaben eine von Lehrern oder Lehramtsstudenten betreute Lernzeit. Eine Besonderheit zu anderen Ganztagsklassen im Lahn-Dill-Kreis ist, dass in der Konzeption des Johanneum Gymnasiums Herborn am Nachmittag wenig Fachunterricht liegt. Die Schüler wählen stattdessen individuell aus dem großen AG-Angebot der Schule. Auch Angebote wie Stützkurse und Begabtenförderung stehen den Schülern der Ganztagsklasse zur Verfügung.

### Musik
Das Johanneum Gymnasium Herborn ist eine Schule mit Schwerpunkt Musik. Einen großen Beitrag haben dazu die Bläserklassen+ in Stufe 5 und 6. Die Schüler lernen in dieser Klasse ein Blasinstrument. Außerdem nehmen sie an Konzerten und musikalischen Projekten teil, beispielsweise dem hessischen Landeskonzert. Eine Besonderheit der Herborner Bläserklasse+ ist, dass auch Schüler, die nachweislich ein anderes Instrument wie Klavier oder Schlagzeug spielen und regelmäßig Unterricht erhalten, in diese Klasse aufgenommen werden können. 

## Oberstufe
Das Johanneum Gymnasium Herborn hat eine der größten Oberstufen eines grundständigen Gymnasiums im Lahn-Dill-Kreis mit regelmäßig über 550 Schülern in der Einführungs- und Qualifikationsphase. Stützkurse sind ebenso etabliert wie weiterführende Angebote, Arbeitsgemeinschaften und Projektarbeit. Die Schüler des Johanneum Gymnasiums können aus einem sehr großen Angebot von Leistungsfächern wählen, das regelmäßig auch seltene Kurse wie Chemie, Physik, Latein, Kunst und Sport umfasst. Das regelmäßige Angebot eines Sportleistungskurses und die damit verbundene Kursfahrt zum Skifahren ist eine Besonderheit der Schule. Zu Beginn der Einführungsphase kann neben Kunst und Musik auch das Fach Darstellendes Spiel gewählt und bis zum Abitur besucht werden. Es ist dann auch als Prüfungsfach im Abitur wählbar.

## Angebote

### Fahrten
Im Stufe 5 findet für alle Klassen eine Fahrt zur Freusburg bzw. eine Fahrt mit musikalischem Schwerpunkt statt. Seit 1973 fährt das Johanneum kontinuierlich mit einem ganzen Jahrgang in ein Zeltlager nach Lenste (Ostsee) – zunächst mit der Jahrgangsstufe 8, seit 2008 mit der Jahrgangsstufe 7. In höheren Jahrgängen finden thematische Fahrten der WU-Kurse in Deutschland und Europa statt. In der Oberstufe wird eine Kursfahrt entsprechend der Wahl des Leistungskurses durchgeführt. Ergänzt wird das Fahrtenprogramm um Austausche und projektbezogene Tagesfahrten.

### Fremdsprachen
Erste Fremdsprache ist Englisch. In Stufe 7 kann als zweite Fremdsprache Französisch, Latein oder Spanisch gewählt werden.

### Fächerübergreifende Angebote
Digitale Bildung wird durch das Arbeiten mit iPads im gesamten Jahrgang 8 vermittelt. Die Schüler nutzen eigene Geräte bzw. können ein iPad kostenfrei vom Schulträger entleihen. Das Methodenlernen findet durch ein fächerübergreifendes Methodencurriculum statt. Präventionskonzepte wie beispielsweise Suchtprävention sind etabliert. Ein „English Summer Camp“ bietet einen mehrtägigen Englisch-Sprachkurs in der letzten Woche der Sommerferien in Form einer Projektwoche. Die Schule nimmt als eine von 17 Schulen in Hessen am Pilotversuch Ukrainisch als zweite Fremdsprache teil.

### Berufs- und Studienorientierung
An der Schule werden der GEVA-Berufswahltest und eine wöchentliche Berufsberatung der Agentur für Arbeit angeboten.

### Partnerschaften und Austausche
Die Schule pflegt Austausche in Europa. Eine lange Tradition haben der Austausch mit Iława (Polen), Linköping (Schweden) und Pertuis (Frankreich). Neu angeboten wird der Austausch mit Loeches (Spanien). Ebenso werden Einzel- und Kleingruppenaustausche über Erasmus ermöglicht.

### Sprachzertifikate
Die Schüler der Oberstufe können die Sprachzertifikate DELE (Spanisch), DELF (Französisch) und das Cambridge Certificate (Englisch) erwerben.

### Beratung / Unterstützung
Die Mitarbeiter der Schulsozialbetreuung bieten den Schülern individuelle Unterstützung. Ein Beratungs- und Förderzentrum sorgt für Unterstützung im Unterricht. Die Schüler des Schulsanitätsdienst lernen und helfen unter Leitung eines ausgebildeten Rettungsassistenten. Schüler der höheren Klassen stehen den Schülern der Stufen 5 und 6 als Mediatoren zur Verfügung.

### Wettbewerbe und Projekte in allen Fachbereichen
- Jugend forscht
- Jugend debattiert
- Schüler experimentieren
- Informatik-Biber
- Känguru der Mathematik
- Vorlesewettbewerb
- Geschichtswettbewerb des Bundespräsidenten
- Mathematikolympiade
- Biologieolympiade
- Gießener Jugendliche forschen
- Chemie mach mit

## Schulcup
Seit 2023 findet ein jährliches Fußballspiel zwischen Abiturienten des Johanneum-Gymnasiums und Abiturienten der benachbarten Wilhelm-von-Oranien-Schule Dillenburg statt. Ausgerichtet wird das Spiel von Absolventen des Johanneum-Gymnasiums im Sportzentrum Haarwasen Haiger, dem Stadion des TSV Steinbach. Aufgrund von zuletzt über 4500 Zuschauern und mehrere Millionen Aufrufen entsprechender Inhalte der Abivereine beider Schulen in den sozialen Medien erlangte der Schulcup spätestens seit 2025 überregionale Bekanntheit und gehört zu den deutschlandweit größten Events dieser Art.

## Übergang von der Grundschule in Klasse 5
Die neuen Schüler in Klasse 5 können aus drei Klassenprofilen wählen: Regelklasse, Bläserklasse+ mit dem Schwerpunkt Musik und der Ganztagsklasse. Die Schüler kommen oft von kleinen Grundschulen des ländlichen Umkreises. An der Schule findet daher ein von Klassenlehrern geleitetes Einführungsprogramm statt. Neben der Einführungswoche unterstützen ältere Schüler als Klassenpaten die „Neuen“. Ein Team der Schulsozialarbeit und die Vertrauenslehrer unterstützen ebenfalls das Kennenlernen der neuen Schule. Stützkurse und Begabtenförderungen verwirklichen ein Konzept des Fördern und Forderns. Zum Ende der Klasse 5 findet die erste kurze Klassenfahrt statt, die mit erlebnispädagogischen Elementen die Klassengemeinschaft stärkt.

## Persönlichkeiten

### Bekannte Absolventen
- Ernst-Ulrich Huster (* 1945), Politikwissenschaftler
- Christoph Nix (* 1954), Jurist und Theaterintendant
- Christian Tramitz (* 1955), Schauspieler
- Jörg Michael Müller (* 1961), Rechtsanwalt und Politiker (CDU)
- Uwe Berkemer (* 1962), Pianist, Komponist und Dirigent
- Stefan Frühauf (* 1964), Mediziner
- Andreas Schell (* 1969), Ingenieur und Manager
- Arndt Schmehl (1970–2015), Rechtswissenschaftler
- Markus Spieker (* 1970), Fernsehjournalist und Autor
- Tristan Thielmann (* 1971), Medienwissenschaftler
- Alexander Kaschte (* 1978), Musiker, Songwriter und Schriftsteller
- Nicole Langosch (* 1983), Kapitänin
- Kathrin Klaas (* 1984), Hammerwerferin
- Jens Daryousch Ravari (* 1985), Theater- und Eventregisseur
- Jördis Tielsch (* 1995), Singer-Songwriterin und Multiinstrumentalistin
- Deborah Levi (* 1997), Europameisterin 2021 und Olympiasiegerin 2022 im Zweierbob

### Bekannte Lehrer
- Carl Heinz Peisker (1930–1980), evangelischer Theologe und Pfarrer
- Heinz Maibach (1933–2015), Archivar und Heimathistoriker
- Barbara Bergelt (1941–2025), Politikerin (SPD) und Abgeordnete des Hessischen Landtags
- Horst Spengler (* 1950), Weltmeister als Kapitän der deutschen Handballnationalmannschaft
- Joachim Raabe (* 1974), Kirchenmusiker und Komponist
- Joachim Ullrich (* 1976), zweimaliger Europameister im American Football
- Anke Eißmann (* 1977), Illustratorin und Grafikdesignerin